# IC 1898
IC 1898 ist eine Balken-Spiralgalaxie mit ausgedehnten Sternentstehungsgebieten vom Hubble-Typ SBc im Sternbild Eridanus am Südsternhimmel. Sie ist schätzungsweise 56 Mio. Lichtjahre von der Milchstraße entfernt und hat einen Durchmesser von etwa 60.000 Lj. Die Galaxie ist Mitglied des Eridanus-Galaxienhaufens.
Im selben Himmelsareal befinden sich u. a. die Galaxien NGC 1228, NGC 1229, NGC 1230, IC 1892.
Das Objekt wurde im Jahr 1899 vom US-amerikanischen Astronomen DeLisle Stewart entdeckt.